# یواس‌ان‌اس سرجوخه جان اف تورسون (تی‌ای‌کی-۲۴۷)
یواس‌ان‌اس سرجوخه جان اف تورسون (تی‌ای‌کی-۲۴۷) (به انگلیسی: USNS Private John F. Thorson (T-AK-247)) یک کشتی بود. این کشتی در سال ۱۹۴۵ ساخته شد.